# Constance Markievicz
Constance Georgine Markievicz, zw. Countess Markievicz, z domu Gore-Booth (ur. 4 lutego 1868 w Londynie, zm. 15 lipca 1927 w Dublinie) – irlandzka działaczka niepodległościowa i społeczna.

## Życiorys
Pochodziła z bogatej ziemiańskiej rodziny anglo-irlandzkiej. Dzieciństwo spędziła w rodzinnej posiadłości w Lissadell w hrabstwie Sligo w północno-zachodniej Irlandii). Rodzina była zaprzyjaźniona z W.B. Yeatsem, który często odwiedzał ich dom; jego idee artystyczne i poglądy społeczno-polityczne wywarły w przyszłości duży wpływ na nią i jej siostrę Ewę.
Studiowała sztuki piękne w Londynie, w 1898 wyjechała do Paryża, aby studiować malarstwo. Poznała tam Polaka Kazimierza Józefa Dunina Markiewicza (1874–1932) herbu Łabędź. Związek z tym o kilka lat młodszym wdowcem zaowocował małżeństwem we wrześniu 1900. Po kilkumiesięcznym pobycie w majątku męża na Ukrainie – w Żywotówce i później ponownie w Paryżu, małżeństwo przeniosło się w 1903 do Dublina, gdzie szybko włączyło się w życie kulturalne elit, z czasem także polityczne. Kazimierz podawał się za hrabiego Count Markievicz, dlatego Constance jest nazywana hrabiną (Countess).
Był to okres odradzania się irlandzkiej tożsamości narodowej, czego efektem stało się dążenia do uzyskania niepodległości. C. Markievicz, podobnie jak inni irlandzcy intelektualiści, zaangażowała się w działalność społeczną i polityczną. Jako przedstawicielka Inghinidhe na hÉireann (Córy Irlandii), organizacji feministycznej, walczącej również o prawa obywatelskie i suwerenność kraju, weszła do Rady Sinn Féin, zalążka przyszłego rządu Irlandii. Założyła Fianna Éireann – odpowiednik ruchu skautowego, jednak o bardziej paramilitarnej formie. Organizacja stawiała przed sobą wiele celów, poprzez łącznie zabawy z wychowaniem miała stać się szkołą irlandzkiego patriotyzmu.
Constance Markievicz związała się również z powstającymi w Irlandii organizacjami związkowymi i socjalistycznymi. Aktywnie organizowała pomoc dla robotników i ich rodzin, uczestników strajków i ofiar lokautu w 1913. W tym samym roku powstały w Irlandii dwie organizacje zbrojne: Irlandzcy Ochotnicy i Irlandzka Armia Obywatelska; Constance Markievicz, jako jedna z niewielu osób obytych z bronią, zajęła się szkoleniem ochotników. Wybuch I wojny światowej przyniósł liczne rozterki, ale i nowe nadzieje dla Irlandczyków; dla hrabiny miał również wymiar osobisty. Jej mąż powrócił na Ukrainę, w praktyce oznaczało to koniec ich małżeństwa.
23 kwietnia 1916 wybuchło powstanie wielkanocne. Constance Markievicz wzięła w nim udział, pełniąc funkcję zastępcy dowódcy obrony parku St Stephen's Green. Po upadku powstania, 30 kwietnia została uwięziona wraz z resztą przywódców powstania. Oskarżona przed sądem wojskowym o zdradę stanu i kolaborację z Niemcami, skazana została na karę śmierci, wkrótce zamienioną na dożywocie (jak podkreślano, tylko ze względu na jej płeć). W czerwcu 1917 wyszła jednak na wolność na mocy amnestii ogłoszonej przez rząd brytyjski, powszechnie potępiany za krwawe represje, i powróciła tryumfalnie do Dublina.
Po raz kolejny została aresztowana 18 maja 1918 wraz z kilkuset członkami i sympatykami partii Sinn Féin. W grudniu 1918, wciąż przebywając w więzieniu, wystartowała w wyborach do Izby Gmin, pierwszych w których miały prawo brać udział kobiety. Zdobywszy mandat, stała się pierwszą kobietą wybraną do parlamentu. Nie zasiadła jednak w ławach poselskich, ponieważ, podobnie jak reszta członków jej partii zbojkotowała Izbę Gmin, tworząc własny narodowy parlament Irlandii – Dáil Éireann. W marcu 1919 opuściła więzienie. Po jednostronnej deklaracji niepodległości i utworzeniu rządu Eamona de Valery mianowana została ministrem pracy. Aresztowana w czerwcu 1919, spędziła w więzieniu 4 miesiące. Po odbyciu kary kontynuowała działalność w konspiracyjnym rządzie. Po raz kolejny aresztowana jesienią 1920, uwolniona po rozejmie irlandzko-angielskim.
Podpisanie w 1921 w Londynie tzw. Traktatu i powołanie Wolnego Państwa Irlandzkiego spowodowało rozłam wśród Irlandczyków, wybuchła dwuletnia wojna domowa. Constance Markievicz przerwała swoją podróż po Stanach Zjednoczonych, jako zdeklarowana przeciwniczka porozumienia rozpoczęła działalność antyrządową. Po raz piąty w życiu została aresztowana w listopadzie 1923, tym razem przez władze irlandzkie, w związku z organizacją kampanii na rzecz zwolnienia głodujących więźniów. W więzieniu w imię solidarności sama podjęła głodówkę. Wraz z większością przetrzymywanych została zwolniona po miesiącu.
W kolejnych latach (1924 – 1927) w dalszym ciągu udzielała się politycznie i społecznie, jako posłanka republikańska (Fianna Fáil), przy reorganizacji harcerstwa, pomagając biednym itd. Zmarła 15 lipca 1927 w Dublinie, w pogrzebie uczestniczyło ponad 100 tysięcy ludzi.